# 奧里庫姆

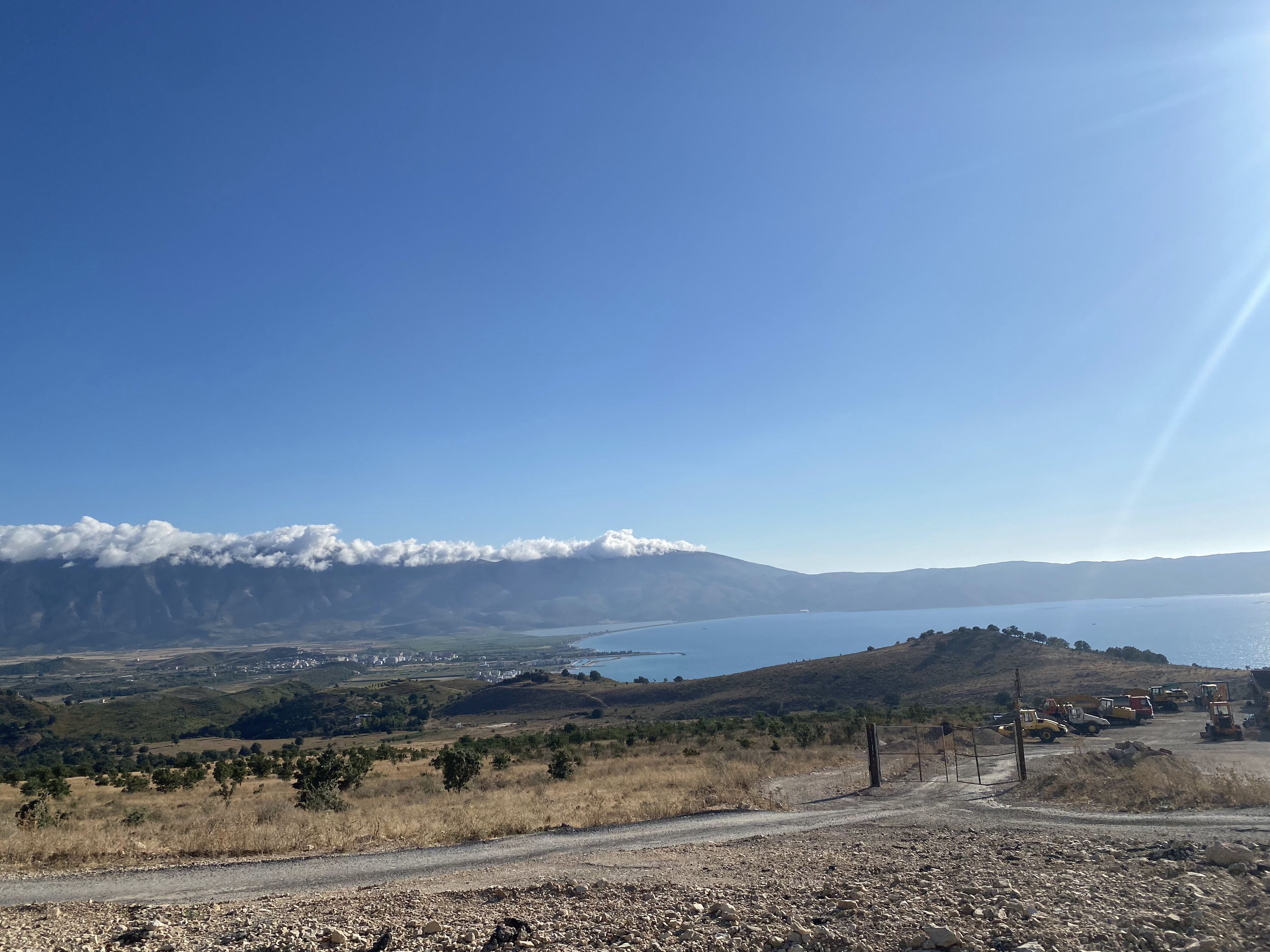
远景图

奧里庫姆是阿爾巴尼亞西南部夫羅勒州的城鎮及旧市镇，2015年地方政府改革后成为发罗拉市镇的一个行政分区。位於亞得里亞海沿岸，2011年人口5,503。

## 外部連結
- 发罗拉市镇官方网站 （页面存档备份，存于） （阿爾巴尼亞文）